# Bin Roye
Bin Roye är en pakistansk romantisk dramafilm.  Filmen hade premiär 18 juli 2015.

## Roller
- Mahira Khan som Saba
- Humayun Saeed som Irtiza
- Armeena Rana Khan som Saman
- Adeel Hussain
- Zeba Bakhtiar
- Javed Sheikh
- Jahanzeb Khan

## Produktion
Mahira Khan har huvudrollen i filmen, tillsammans med Humayun Saeed, Armeena Rana Khan, Zeba Bakhtiar och Javed Sheikh. Momina Duraid är producent och filmen är regisserad av Shehzad Kashmiri och Momina Duraid.